# Kerwin Mathews
Kerwin Mathews  (n. 8 ianuarie 1926, Seattle, Washington, SUA – d. 5 iulie 2007, California, SUA) a fost un actor de film și televiziune american. Printre cele mai cunoscute filme ale sale se numără The 7th Voyage of Sinbad (1958), Cele trei lumi ale lui Gulliver (1960), Vicontele plătește polița (1967).

## Filmografie selectivă
Cinema
- 1955 5 contro il casinò (5 Against the House), regia Phil Karlson
- 1957 La giungla della settima strada (The Garment Jungle), regia Vincent Sherman și Robert Aldrich nemenționat
- 1958 I marines delle isole Salomone (Tarawa Beachhead), regia Paul Wendkos
- 1958 Il 7º viaggio di Sinbad (The 7th Voyage of Sinbad), regia Nathan Juran
- 1959 Fra due trincee (The Last Blitzkrieg), regia Arthur Dreifuss
- 1960 Spionaggio al vertice (Man on a String), regia André De Toth
- 1960 Saffo, venere di Lesbo, regia Pietro Francisci
- 1960 Cele trei lumi ale lui Gulliver (The 3 Worlds of Gulliver), regia Jack Sher
- 1961 Il diavolo alle 4 (The Devil at 4 O'Clock), regia Mervyn LeRoy
- 1962 I pirati del fiume rosso (The Pirates of Blood River), regia John Gilling
- 1962 L'ammazzagiganti (Jack the Giant Killer), regia Nathan Juran
- 1963 Il maniaco (Maniac), regia Michael Carreras
- 1963 OSS 117 segretissimo (OSS 117 se déchaîne), regia André Hunebelle
- 1964 OSS 117 minaccia Bangkok (Banco à Bangkok pour OSS 117), regia André Hunebelle
- 1967 Vicontele plătește polița (Le vicomte règle ses comptes), regia Maurice Cloche
- 1967 Ghostbreakers, regia Don Medford – film TV
- 1967 Battle Beneath the Earth, regia Montgomery Tully
- 1968 Un killer per Sua Maestà, regia Federico Chentrens e Maurice Cloche
- 1969 A Boy… a Girl, regia John Derek
- 1969 Dead of Night: A Darkness at Blaisedon, regia Lela Swift – film TV
- 1970 Barquero, regia Gordon Douglas
- 1971 Death Takes a Holiday, regia Robert Butler - film TV
- 1971 Octaman, regia Harry Essex
- 1973 Mai con la luna piena (The Boy Who Cried Werewolf), regia Nathan Juran
- 1977 Malakay – Nightmare in Blood (Nightmare in Blood), regia John Stanley